# Львівське повстання 1848
Львівське повстання 1848 — збройний виступ польських міських низів і студентської молоді Львова в листопаді 1848 р. Відбувся на ґрунті зіткнення інтересів монархічного табору, що намагався зберегти недоторканними свої позиції, і ліберально-демократичних сил, зацікавлених у здобутті більшого впливу в суспільному житті.
Повстання було інспіроване в умовах контрнаступу проурядових сил в Австрійській імперії прибулими до Галичини з еміграції представниками Демократичного товариства польського (В. Гельтман, П. Дараш, М. Домагальський). Відмовившись від співробітництва з польською Центральною радою народовою, прихильницею легальних методів боротьби за здобуття національно-територіальної автономії Галичини в рамках Австрійської держави, вони розгорнули активну пропаганду серед міських низів і національної гвардії, зокрема студентського «Академічного легіону», висунули гасло негайних радикальних політичних змін.
Після Жовтневого повстання 1848 у Відні серед міських низів Львова почали поширюватися заклики наслідувати приклад віденських повстанців. 1 листопада австрійські урядові війська застосували зброю проти натовпу, і це стало поштовхом до повстання. Протягом ночі на вулицях, що оточували площу Ринок, було споруджено 23 барикади. Весь центр міста опинився в руках повсталих робітників і ремісників, озброєних рушницями, косами, сокирами, шаблями. До повстанців приєдналася частина національної гвардії, зокрема студенти «Академічного легіону».
Уранці 2 листопада між повстанцями й урядовими військами відбувалися збройні сутички. Помірковане керівництво Центральної ради народової, національної гвардії та т. зв. комітету громадської безпеки намагалося стримати активність повстанців і вступило в переговори з головнокомандувачем австрійських військ у краї ген. В. Гаммерштайном. Проте переговори тривали недовго. О 10 годині ранку 2 листопада за наказом ген. В. Гаммерштайна почався артилерійський обстріл міста, було вбито 55 і поранено 75 осіб, згоріли деякі будівлі Львівського університету, що раніше належали монастирю тринітаріїв (нині Львівський національний університет; при цьому бібліотека теж згоріла), Старий театр, Технічна академія, міська ратуша. О 12 годині 30 хвилин делегація повноважних представників міста підписала акт капітуляції.
3 листопада в місті було оголошено надзвичайний стан. Кількасот учасників повстання віддано до військового суду, національну гвардію розпущено, заборонено будь-які збори, діяльність політичних товариств, закрито періодичні видання, крім урядових, втрачено багато здобутків революції в Галичині.
На думку істориків, поразка повстання так само, як і повстань у Кракові, Празі (нині Чехія), Відні, наблизила тимчасову реставрацію абсолютистського режиму в Австрії. Водночас повстання продемонструвало готовність певних політичних сил відстоювати демократичний шлях суспільного розвитку, а його невдача стала для багатьох політиків уроком, що майбутнє нації, реалізація її державницьких устремлінь мають вирішуватися не на вуличних барикадах, а шляхом тривалої «органічної праці» (польський політикум у Галичині результативно скористався набутим досвідом, це дало йому змогу підготувати ґрунт для відродження національної державності в 1918 році).